# Tandnyckel
Tandnyckel, även kallad pelikan, är ett äldre tandläkarinstrument som användes fram till mitten av 1800-talet för att extrahera tänder.
Innan antibiotikan gjorde inträde drog man ut tänder för att behandla tandinfektioner och utdragningsinstrument har funnits under många århundraden.